# Berehove (rajon)
De rajon Berehove (Oekraïens: Берегівський район, Hongaars: Beregszászi járás) is een district (rajon) in de oblast Transkarpatië (provincie) in de meest westelijke hoek van Oekraïne. De hoofdstad is Berehove. Voor meer dan 500 jaar behoorde de rajon tot het comitaat Bereg en het comitaat Ugocsa. 
In 2020 zijn de huidige grenzen van het rajon vastgelegd na de gebiedshervorming in het oblast. Het is een samenvoeging van de rajons Berehove en Vynohradiv en kleine delen van de rajons Irsjava, Moekatsjevo en de tot 2020 vrije stad Berehove. 
De rajon is 635 km² groot en dit is 5,5% van de oblast. De rajon ligt aan de grens met Hongarije en grenst aan de rajons Moekatsjevo, Oezjhorod en Choest. De belangrijkste minderheid in de rajon wordt gevormd door de Hongaren, ze zijn goed voor 43% van de bevolking (zie: Hongaarse minderheid in Oekraïne).
Door het district stromen drie rivieren, de Tisza, Borzjava, en Salva.

## Gemeenten
Na de verkiezingen van 25 oktober 2020 bestaat het rajon uit de volgende 10 gemeenten:
- Batjovo 12 687 inwoners, 7773 Hongaren (61,3%)
- Berehove 49 308 inwoners, 31 554 Hongaren (64%).
- Kamjanske 9 436 inwoners (2001) (voorheen onderdeel van het district Irsjava)
- Korolevo 22.492 inwoners, 2809 Hongaren (12%)
- Kosonj 8362 inwoners, 7585 Hongaren, (90,7%)
- Pijterfolvo 19 355 inwoners, 14 442 Hongaren (74,6%)
- Velika Bijganj 8316 inwoners, 7006 Hongaren (84,2)
- Veliki Beregi 6706 inwoners 3472 Hongaren (51,7%)
- Vylok 14 871 inwoners, 10 661 Hongaren (71,7%).
- Vynohradiv 63 455 inwoners (2001)

## Bestuur
Bij de instelling van het nieuwe rajon werden op 25 oktober 2020 verkiezingen gehouden. In de raad van het rajon zijn 42 zetels te verdelen.
De volgende partijen zijn verkozen:
- KMKSZ - UMP - 15 zetels (Culturele coalitie van Hongaren in Transkarpatië - Oekraïens Hongaarse Partij)
- Ridne Zakarpattya - 10 zetels
- In dienst van het volk - 7 zetels
- Partij Andrij Baloga - 4 zetels
- Za Majbutnye - 3 zetels
- UMDSZ - 3 zetels (Oekraïens Hongaarse democratische coalitie)